# Mirlande Manigat
Mirlande Manigat (sinh ra Mirlande Hyppolite tại Miragoâne, vào ngày 3 tháng 11 năm 1940) là một chính trị gia và ứng cử viên Haiti trong cuộc bầu cử tổng thống năm 2010. Bà là góa phụ của cựu tổng thống Leslie Manigat và từng là cựu Đệ nhất phu nhân Haiti năm 1988.

## Bầu cử tổng thống năm 2010
Mirlande Manigat là ứng cử viên tổng thống cho đảng trung tâm của đảng Dân chủ Quốc gia Tiến bộ (RDNP). Vào ngày 18 tháng 10 năm 2010, Tiến sĩ Manigat cũng đã nhận được sự chứng thực của Collif pour le Renouveau Haïtien (COREH).
Nền tảng của bà cho nhiệm kỳ tổng thống bao gồm tập trung vào giáo dục giới trẻ Haiti, và nâng cao các điều kiện hiến pháp lâu dài và hạn chế về quốc tịch kép. Bà đặc biệt thúc đẩy các vị trí chính phủ mở cho các thành viên của cộng đồng người Haiti. Manigat cũng nhắm đến một quốc gia Haiti độc lập hơn, ít phụ thuộc hơn và chịu sự chi phối của chính phủ và tổ chức phi chính phủ nước ngoài.
Giống như ứng cử viên tổng thống năm 2010 Michel Martelly, Manigat ban đầu kêu gọi ngày 28 tháng 11 năm 2010 bỏ phiếu bầu tổng thống vì những cáo buộc gian lận rộng rãi trong vòng đầu tiên, nhưng đã quay lại sau khi các báo cáo xuất hiện rằng bà đã bỏ phiếu tốt.